# Krabbegletsjer
De Krabbegletsjer is een gletsjer in Nationaal park Noordoost-Groenland in het oosten van Groenland. 
De gletsjer is vernoemd naar krabben, omdat de monding van de gletsjer twee moreneruggen bevat die de vorm heeft van de scharen van een krab.

## Geografie
De gletsjer is zuidoost-noordwest georiënteerd en heeft een lengte van meer dan vijf kilometer. Ze mondt in het noordwesten uit in het Alpefjord.
De gletsjer ligt in het westen van de Stauningalpen (Scoresbyland). Op ongeveer zes kilometer naar het westen ligt de Spærregletsjer, op meer dan tien kilometer naar het noordwesten de Trekantgletsjer en op ruim zeven kilometer naar het noorden ligt Sefströmgletsjer waarnaast ook de Gullygletsjer uitmondt.